# Villa Litta (Milan)
La villa Litta, située dans le quartier Affori au nord de Milan, dans le parc homonyme, a été construite à la demande du marquis Corbella en 1687. Elle a ensuite été cédée aux D'Adda et aux Litta-Modignani.

## Histoire
Le bâtiment a été utilisé comme résidence d'été et comme lieu de rencontre, la noblesse milanaise à la fin du XVIIe et tout au long du XVIIIe siècle, y organisait des fêtes fastueuses et des événements mondains typiques de l'époque.
Au XIXe siècle, elle est devenue l'un des salons intellectuels les plus importants de Milan, fréquenté par Manzoni et le peintre Francesco Hayez.
Au début du XXe siècle (1905) la villa passa sous l'administration provinciale avant de devenir propriété de la Municipalité de Milan en 1927. Entourée d'un parc à l'anglaise, la demeure se compose désormais d'un corps de logis à trois étages, à partir duquel s'étendent de courts corps latéraux, délimitant une petite cour ; sur celle-ci s'ouvre un portique donnant, du côté opposé, vers le parc. Les façades contiennent des éléments décoratifs, les balcons contiennent des balustrades en fer élaborées. Les intérieurs se caractérisent par une richesse décorative particulière ; on peut noter la salle principale ou Salon des arts, théâtre d'événements culturels périodiques.

Photographies de la Villa Litta
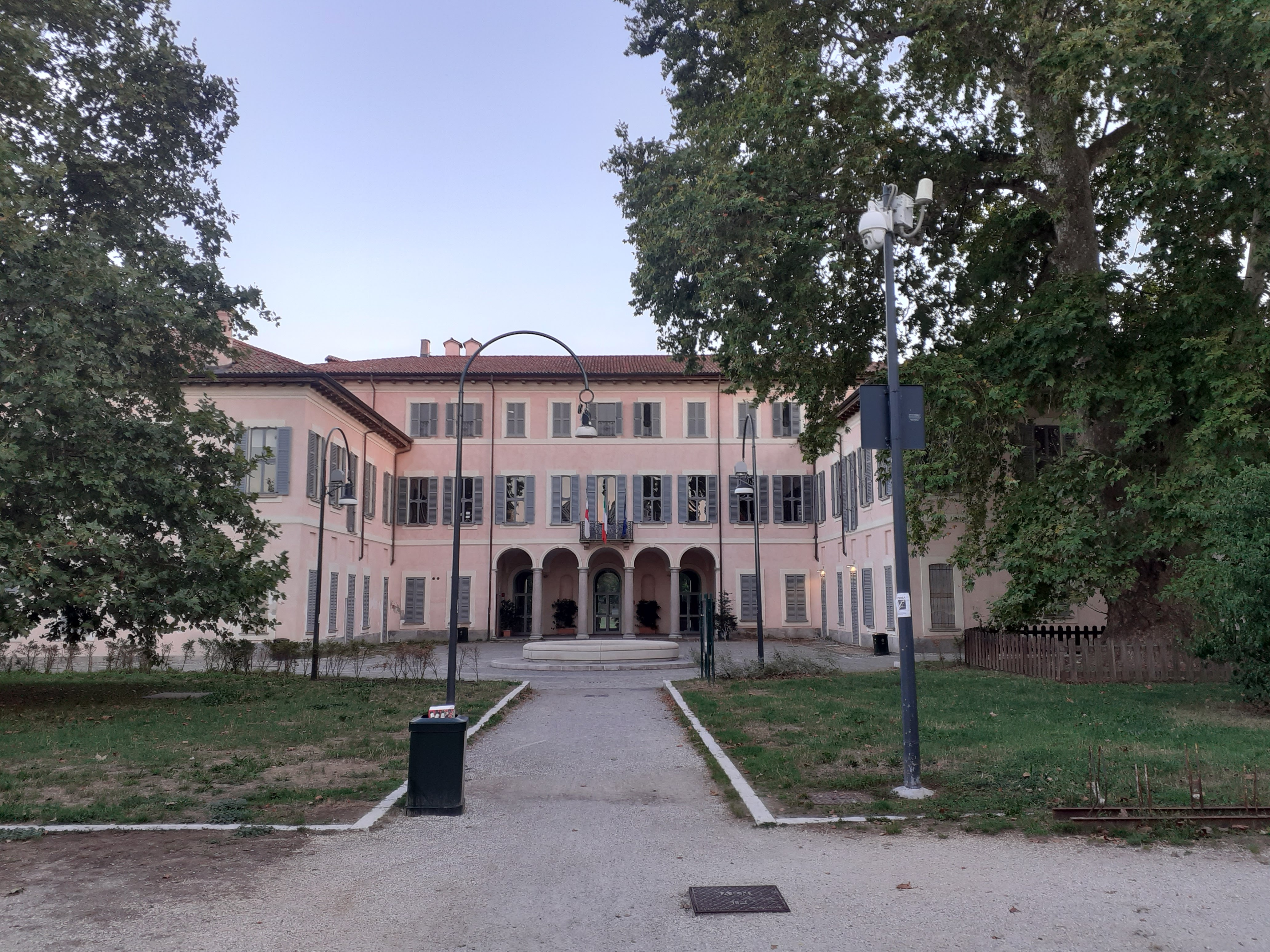
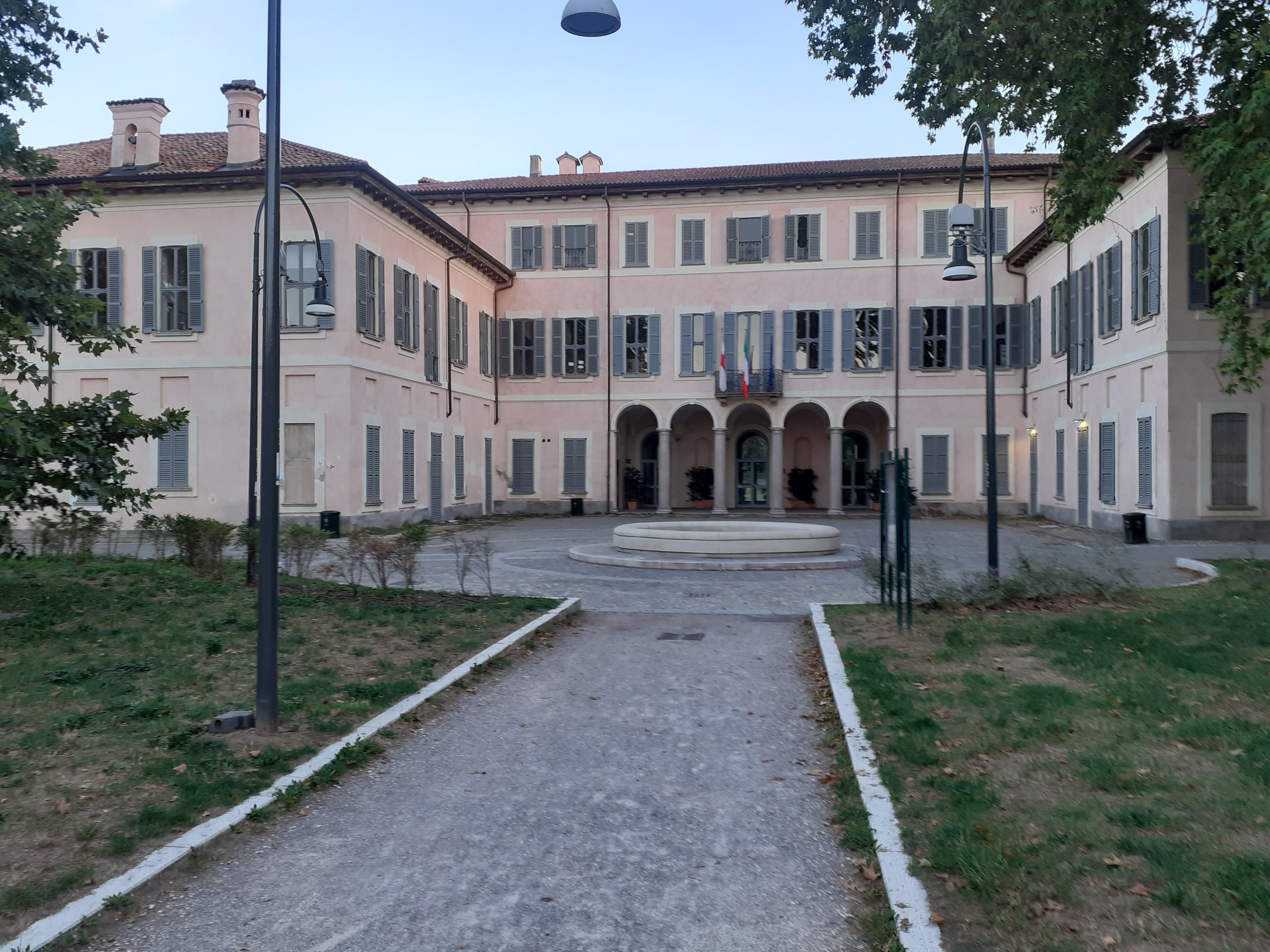
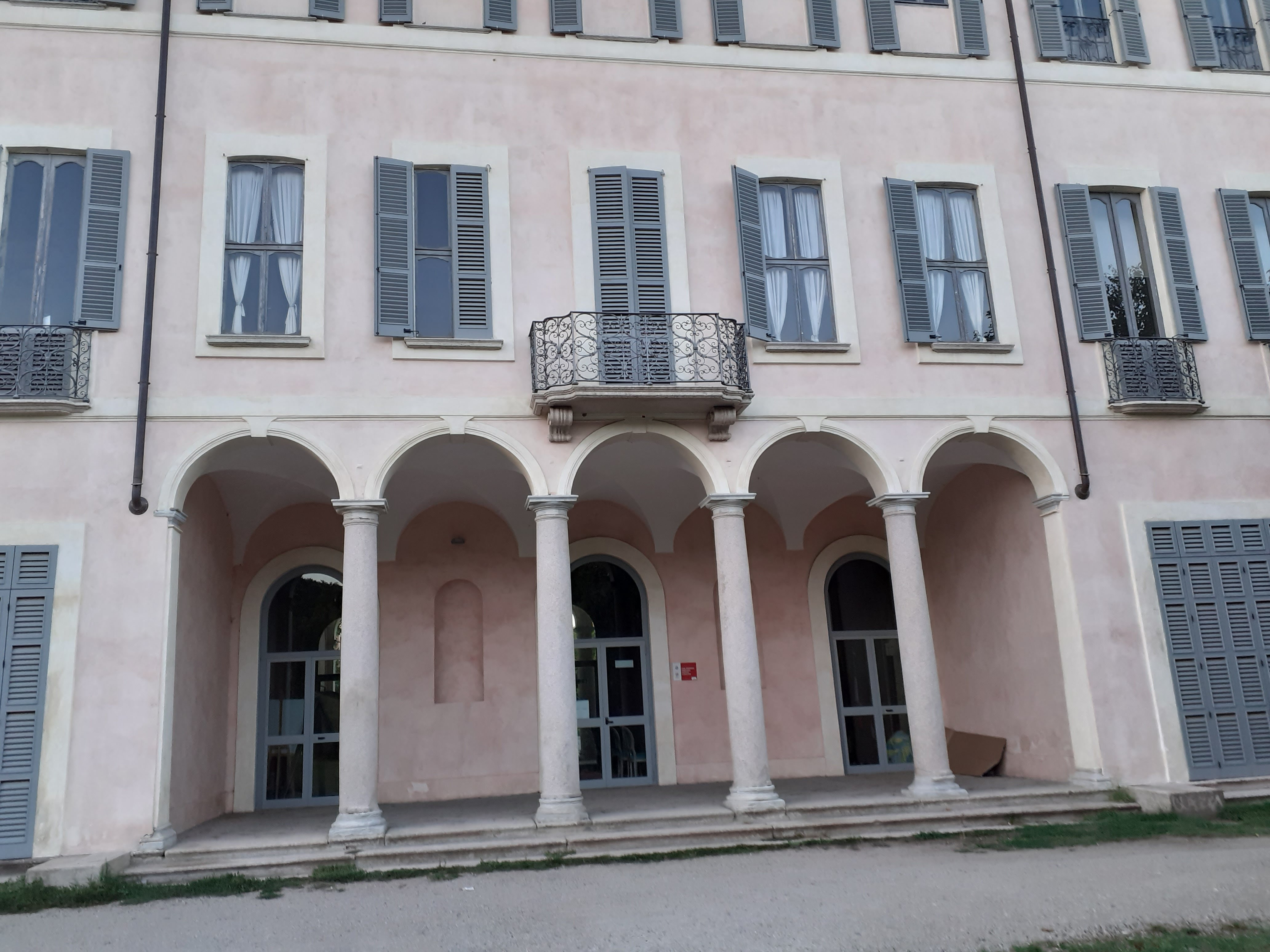

## Bibliothèque
Actuellement, à la suite de la restructuration de 2006, son usage principal est celui d'une bibliothèque municipale. Les salles de consultation sont ouvertes au public du lundi au vendredi en semaine jusqu'à 23 h. La bibliothèque est divisée en deux sections, l'une pour adultes et l'autre pour les enfants, physiquement séparées de l'escalier principal. Ces dernières années, elle a souvent été utilisé pour la célébration de mariages civils.

## Connections
La villa Litta est reliée au centre-ville par les stations Affori Centro et Affori FN de la ligne M3 du métro de Milan, à peu près équidistantes, et par la gare de Milan Affori, un important échangeur du métro avec le chemin de fer Milan-Asso.